# Molophilus (Molophilus) stylifer
Molophilus (Molophilus) stylifer is een tweevleugelige uit de familie steltmuggen (Limoniidae). De soort komt voor in het Neotropisch gebied.